# Universidad de Filipinas
La Universidad de Filipinas (en filipino: Unibersidad ng Pilipinas; en inglés: University of the Philippines o UP) es la universidad nacional de las Filipinas. Más exactamente, es un sistema de ocho (8) universidades públicas. Fundado en 1908 actúa a través del Acta N.º 1870 de la primera legislatura filipina, conocido como el “Acta de la Universidad” por la autoridad de los Estados Unidos, la universidad proporciona educación de nivel superior en casi todos los campos, de derecho, medicina, ingeniería, ciencias políticas y otras ciencias sociales como enfermería, salud pública, ciencias naturales, agricultura y humanidades.
La universidad se considera como la institución más prestigiosa y de más altos estudios en Filipinas. Siete presidentes filipinos han recibido cursos en esta universidad como estudiantes o como estudiantes graduados, mientras que 12 jefes de la Corte Suprema, 36 de los 57 Artistas Nacionales y 30 de los 31 Científicos Nacionales están afiliados a la Universidad.
La U.F. cuenta con los mayores centros de excelencia y del desarrollo entre las instituciones de educación superior en el país y es una de las tres instituciones educativas en Asia que han recibido el reconocimiento institucional en la entrega de Premios Ramón Magsaysay.
La U.F. es subsidiada en parte por el gobierno filipino, se le conmemora a los estudiantes de la universidad y sus graduados como "Iskolar ng Bayan" (“Eruditos de la nación”). Esto hace que la admisión en la universidad sea extremadamente competitiva. En 2006, 70.000 aspirantes se presentaron a la Prueba de Admisión de la Universidad de Filipinas (UPCAT) para ingresar a la universidad. Alrededor de 11 000 aspirantes fueron admitidos en ese año, con un índice de aceptación de cerca del 18%.
El símbolo de la U.F. es el Oblation. Ésta es una figura de un hombre desnudo, con los brazos abiertas a unos 90° del cuerpo y la cabeza mirando hacia arriba. El Oblation se inspira en el segundo stanza de José Rizal, Mi último adiós.
El año 2008 fue proclamado como el “El centenario de la UF” y los años de 1998-2008 como la “La Década de la Universidad de Filipinas.”"

## Universidades autónomas
- Universidad de Filipinas en Dilimán
- Universidad de Filipinas en Manila
- Universidad de Filipinas en Los Baños
- Universidad de Filipinas en Baguio
- Universidad de Filipinas en las Bisayas
- Universidad de Filipinas en Mindanao
- Universidad de Filipinas en Cebú
- Universidad de Filipinas–Universidad Abierta